# Oldřichov u Duchcova
Oldřichov u Duchcova – stacja kolejowa w Oldřichovie, w kraju usteckim, w Czechach. Znajduje się na wysokości 250 m n.p.m.
Jest zarządzana przez Správę železnic. Na stacji nie ma możliwości zakupu biletów, a obsługa podróżnych odbywa się w pociągu.

## Linie kolejowe
- 130 Ústí nad Labem - Chomutov
- 132 Děčín - Oldřichov u Duchcova
- 134 Teplice v Čechách - Litvínov